# Santurdejo
Santurdejo ist ein Ort und eine Gemeinde (municipio) im Westen der spanischen Region La Rioja mit 96 Einwohnern (Stand: 2024).

## Lage
Santurdejo liegt etwa 47 Fahrtkilometer westsüdwestlich von Logroño in einer Höhe von etwa 775 m.

## Bevölkerungsentwicklung
| Jahr      | 1960 | 1970 | 1981 | 1991 | 2001 | 2011 | 2021 |
| Einwohner | 580  | 418  | 255  | 242  | 186  | 156  | 99   |

Infolge der Mechanisierung der Landwirtschaft und des daraus resultierenden geringeren Arbeitskräftebedarfs ist die Zahl der Einwohner seit der Mitte des 20. Jahrhunderts deutlich zurückgegangen.

## Wirtschaft
An erster Stelle im Wirtschaftsleben der Gemeinde steht traditionell die Landwirtschaft und hier vor allem der Weinbau. Tormantos gehört zum Anbaugebiet der Rioja Alta. Daneben werden auch Weizen, Gerste, Kartoffeln sowie verschiedene Gemüsepflanzen kultiviert.

## Sehenswürdigkeiten

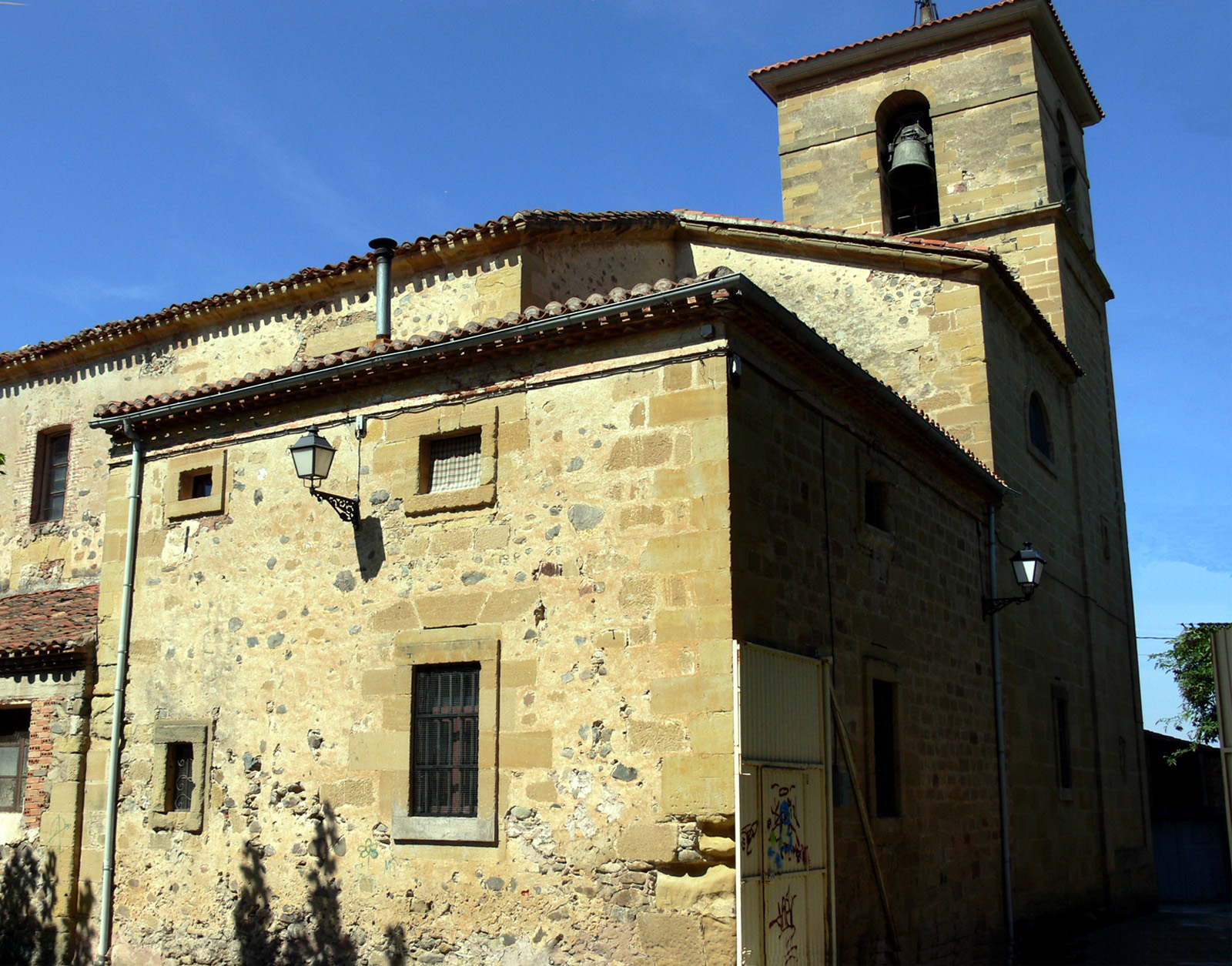
Georgskirche

- Georgskirche